# Micropterix berytella
Micropterix berytella és una espècie d'arna de la família Micropterigidae. Va ser descrita per Joannis l'any 1886.
És una espècie endèmica d'Israel.